# Фабріціо Лор'єрі
Фабріціо Лор'єрі (італ. Fabrizio Lorieri, нар. 11 лютого 1964, Масса) — італійський футболіст, що грав на позиції воротаря, зокрема за клуби «Торіно», «Асколі» та «Лечче», а також молодіжну збірну Італії. По завершенні ігрової кар'єри — тренер. З 2019 року входить до тренерського штабу клубу «Сампдорія».

## Клубна кар'єра
Народився 11 лютого 1964 року в місті Масса. Вихованець футбольних шкіл клубів «Санджованезе» та «Інтернаціонале». У сезоні 1980/81 потрапляв до заявки головної команди «Інтера», проте у дорослому футболі дебютував наступного сезону все ж за «Санджованезе» у четвертому італійському дивізіоні. А сезон 1982/83 захищав ворота «Прато», якому допоміг здобути перемогу у змаганнях тієї ж Серії C2.
1983 року повернувся до «Інтернаціонале», ставши одним з дублерів Вальтера Дзенги. Після одного сезону, в якому жодного разу у складі міланської команди на поле не виходив, на правах спільного володіння перейшов до «П'яченци», в якій був основним воротарем у сезоні 1984/85 Серії C1.
На сезон 1985/86 воротаря повернули до «Інтернаціонале», де він нарешті дебютував у складі основної команди «нерадзуррі», щоправда лише в іграх на Кубок Італії.
1986 року гравець перейшов до лав «Торіно», в якому протягом наступних трьох сезонів нарешті отримуав регулярну ігрову практику в Серії A. При цьому беззаперечним основним голкіпером туринців був лише в сезоні 1987/88, решту ж часу боровся за місце у складі з дещо молодшим Лукою Маркеджані.
За результатами сезоні 1988/89 «Торіно» втратив місце у Серії A, проте Лор'єрі продовжив виступи у найвищому дивізіоні, перейшовши до «Асколі». Утім вже наступного сезону все ж понизився зі своєю новою командою до другого дивізіону, загалом провів у її складі чотири роки своєї кар'єри гравця в статусі основного голкіпера.
1993 року став гравцем столичної «Роми». У першому сезоні після переходу провів на полі більшу частину ігор «вовків» у чемпіонаті, але вже в наступному додав до свого активу лише чотири гри в усіх турнірах і по його завершенні команду залишив.
Ставши 1995 року гравцем третьолігового «Лечче», допоміг цій команді за два сезони двічі підвищитися у класі і здійснити шлях від   Серії C1 до Серії A. Згодом встиг з командою вибути до Серії B і знову повернутися до елітного італійського дивізіону. Таким чином за чотири роки виступів за «Лечче» жодного разу не грав два сезони поспіль в одному й тому ж дивізіоні.
1999 року досвідчений гравець, якого в «Лечче» вже не розгядали основним голкіпером команди, перейшов до друголігової «Салернітани». Згодом на початку 2000-х грав за друголіговий «Дженоа» та «Спецію» з третього дивізіону.
Завершив ігрову кар'єру у команді «КуйоКапп'яно», за яку протягом 2004 року провів декілька ігор у Серії C2.

## Виступи за збірну
Протягом 1985–1987 років залучався до складу молодіжної збірної Італії. На молодіжному рівні зіграв у 4 офіційних матчах, пропустив 2 голи. Виборов срібні нагороди молодіжного Євро-1986.

## Кар'єра тренера
Розпочав тренерську кар'єру відразу ж по завершенні кар'єри гравця, 2004 року, увійшовши до тренерського штабу клубу «Катандзаро», де пропрацював з 2004 по 2005 рік.
В подальшому входив до тренерських штабів клубів «Емполі», «Парма», «Лечче» та «Сассуоло».
З 2019 року відповідає за підготовку воротарів у тренерському штабі «Сампдорії».